# اللغة النييوية
لغة نييوية /njuːˈeɪən/ (لغة نييوية: ko e vagahau Niuē) هي لغة بولينيزية تنتمي إلى اللغات الملايو بولينيزية من اللغات الأسترونيزية. وترتبط بشكل وثيق مع اللغة التونغية وترتبط أيضاً باللغات البولينيزية الأخرى مثل الماورية والساموية والهاوائية.

## المتحدثين
نييوية كانت محكية بواسطة 1600 شخص على جزيرة نييوي (97.4% من ساكنة ) في 1991, وكذلك بواسطة متحدثين في جزر كوك ، نيوزيلندا وتونغا المجموع حولي 8,000 متحدث .وهكذا يكون أكثر المتحدثين من خارج جزر نييوية من على هذه الجزر .أكثر سكان نييوية لديهم تعدد لغوي في لغة إنجليزية.

في بداية  العقد 1990 70% من المتحدثين نييوية يعيشون في نيوزيلندا.

## فونولوجيا
|              | حرف شفوي | لثوي  | طبقي | حنجري |
| ------------ | -------- | ----- | ---- | ----- |
| صامت انفجاري | ‎p‏        | ‎t‏     | ‎k‏    |       |
| صامت احتكاكي | ‎f v‏      | ‎(s)‏   |      | ‎h‏     |
| صامت أنفي    | ‎m‏        | ‎n‏     | ‎ŋ‏    |       |
| Liquid       |          | ‎l (r)‏ |      |       |